# Paseo del General Martínez Campos
El paseo del General Martínez Campos (conocida anteriormente como paseo del Obelisco) es una vía urbana del barrio madrileño de Almagro, en el distrito de Chamberí, en la ciudad de Madrid. Une la Glorieta del Pintor Sorolla (también conocida como Plaza de Iglesia) con la Plaza de Emilio Castelar. Debe su nombre a Arsenio Martínez Campos Antón, militar y político español, autor del pronunciamiento que provocó la restauración de la monarquía borbónica.

## Su historia
Conocida como el Paseo del Obelisco, ya que partía de la Glorieta del Obelisco (más tarde plaza de Emilio Castelar), esta vía fue abierta hacia 1889. En el número 8 (actuales números 14 y 16), se instaló el 1 de septiembre de 1884, la que llegaría a ser definitiva sede de la Institución Libre de Enseñanza.

## Edificios prueba de edición
A lo largo del paseo pueden destacarse los siguientes edificios:
- En el n.º 6, el Colegio de María Inmaculada (núms. 16-18), el Colegio Sagrado Corazón De Jesús (antiguo convento de las Reparatrices del Sagrado Corazón, denominación de 1914, obra de José María Aguilar, inaugurada el 20 de febrero de 1887;[1]
- En el n.º 14, la Fundación Francisco Giner de los Ríos;
- En el n.º 46, la Residencia de Señoritas, desde 1985 Fundación José Ortega y Gasset-Gregorio Marañón;
- En el n.º 48, la Embajada de Colombia;
- En el n.º 37, el Museo Sorolla;
- En el n.º 31, el British Council;
- En el n.º 27, la Sala de lo Social del Tribunal Superior de Justicia de Madrid;[4]
- En el n.º 33 el antiguo palacete de la Marquesa de Oliva, proyectado en 1904 por Valentín Roca Carbonell y construido de 1904 a 1906.[5]

## Tipología arquitectónica (selección)

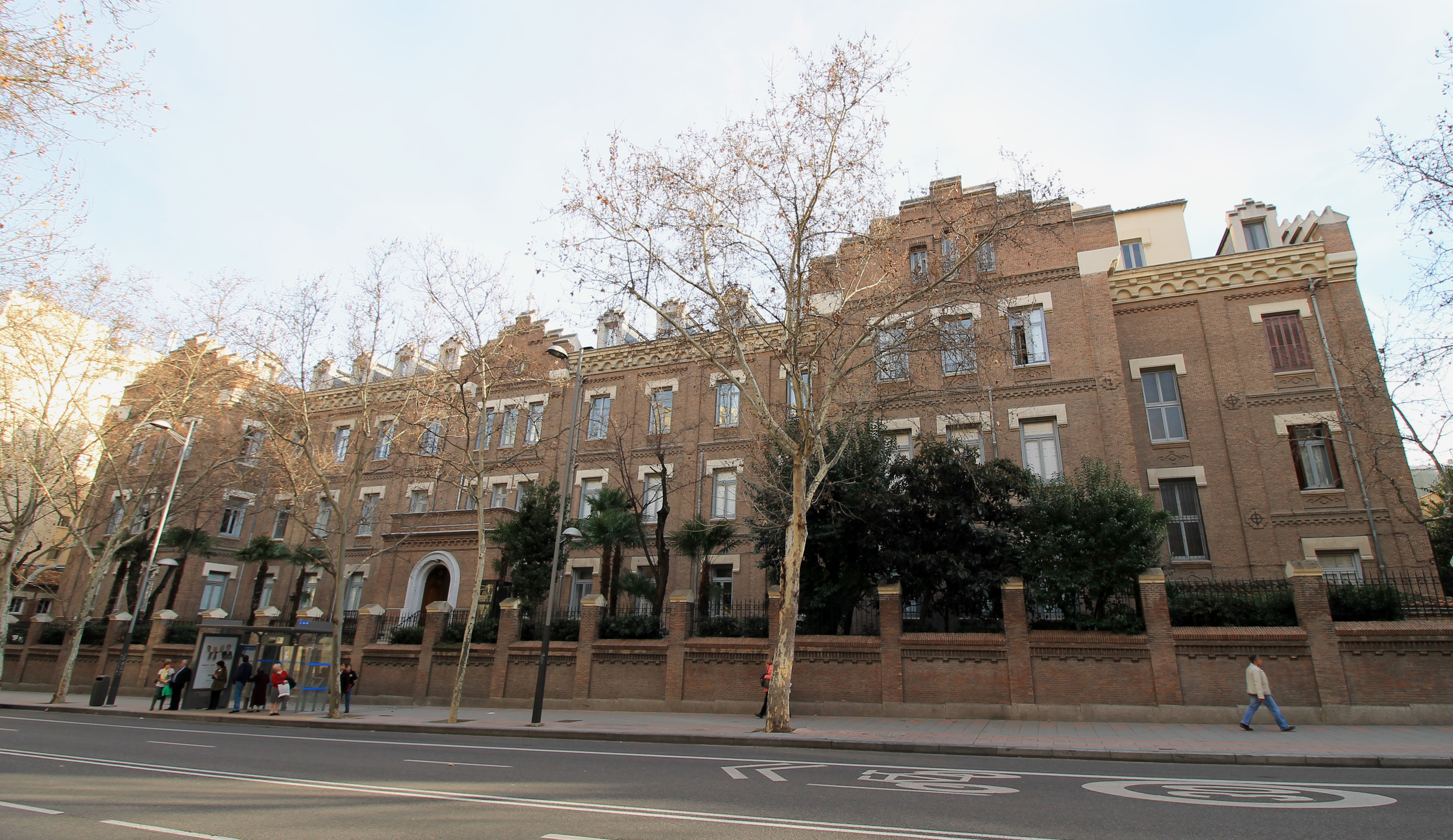
Colegio de María Inmaculada.
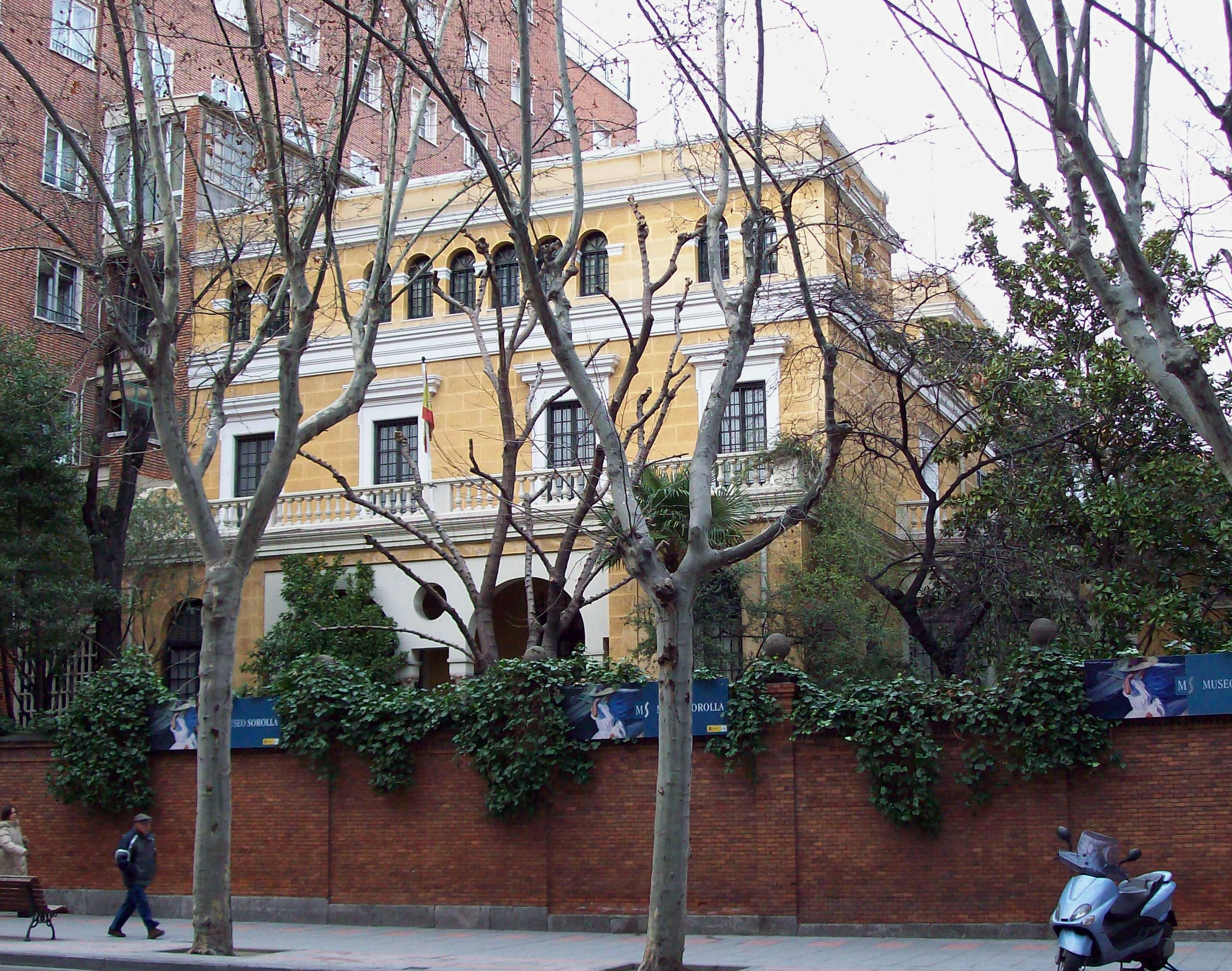
Museo Sorolla.
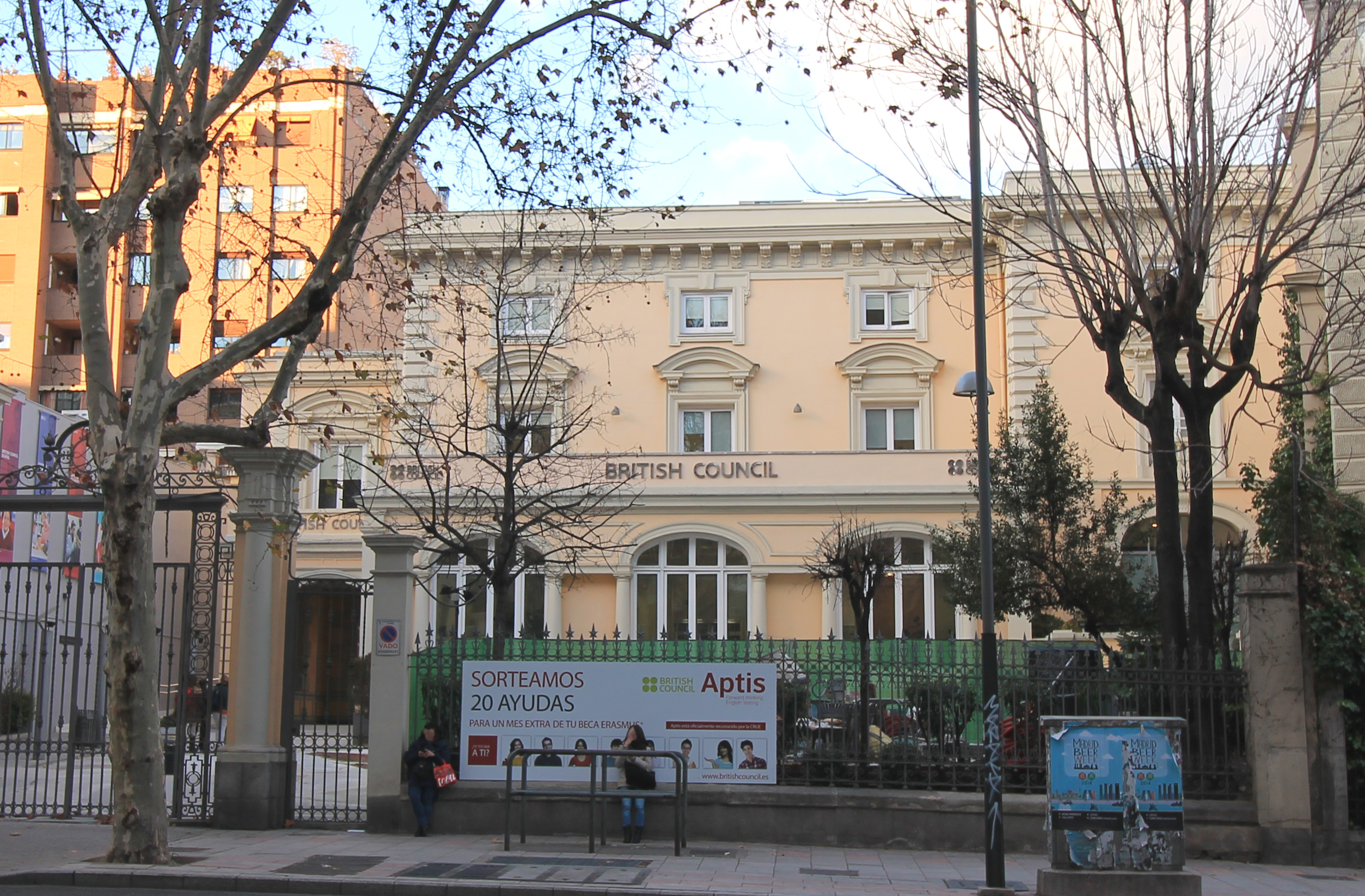
British Council.
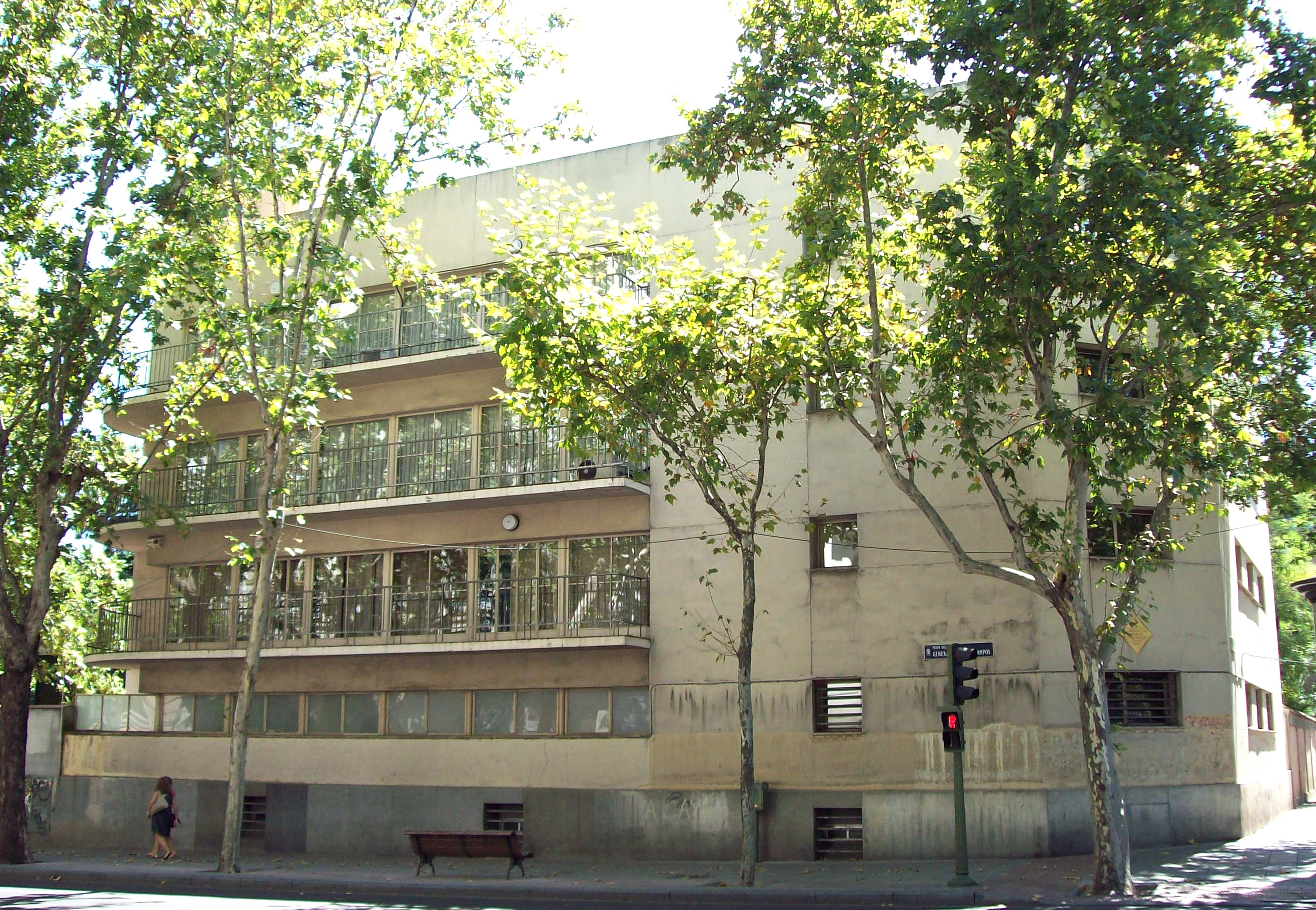
Residencia de Señoritas.
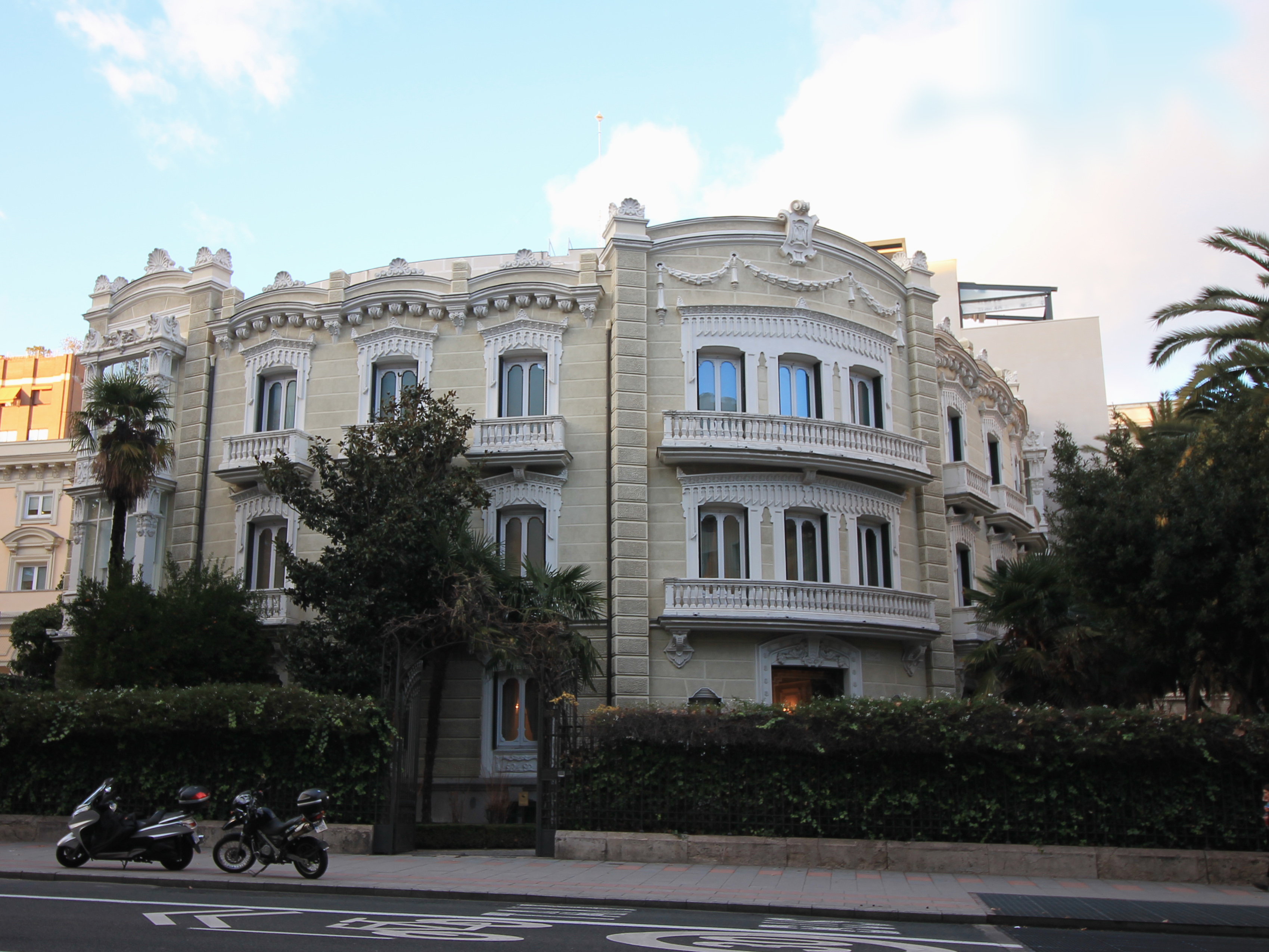
Antiguo palacete de la Marquesa de Oliva. Sede del Instituto Médico Láser.